# 16944 Wangler
A 16944 Wangler (ideiglenes jelöléssel 1998 HK45) a Naprendszer kisbolygóövében található aszteroida. A LINEAR projekt keretében fedezték fel 1998. április 20-án.